# دالة برانتل - ماير

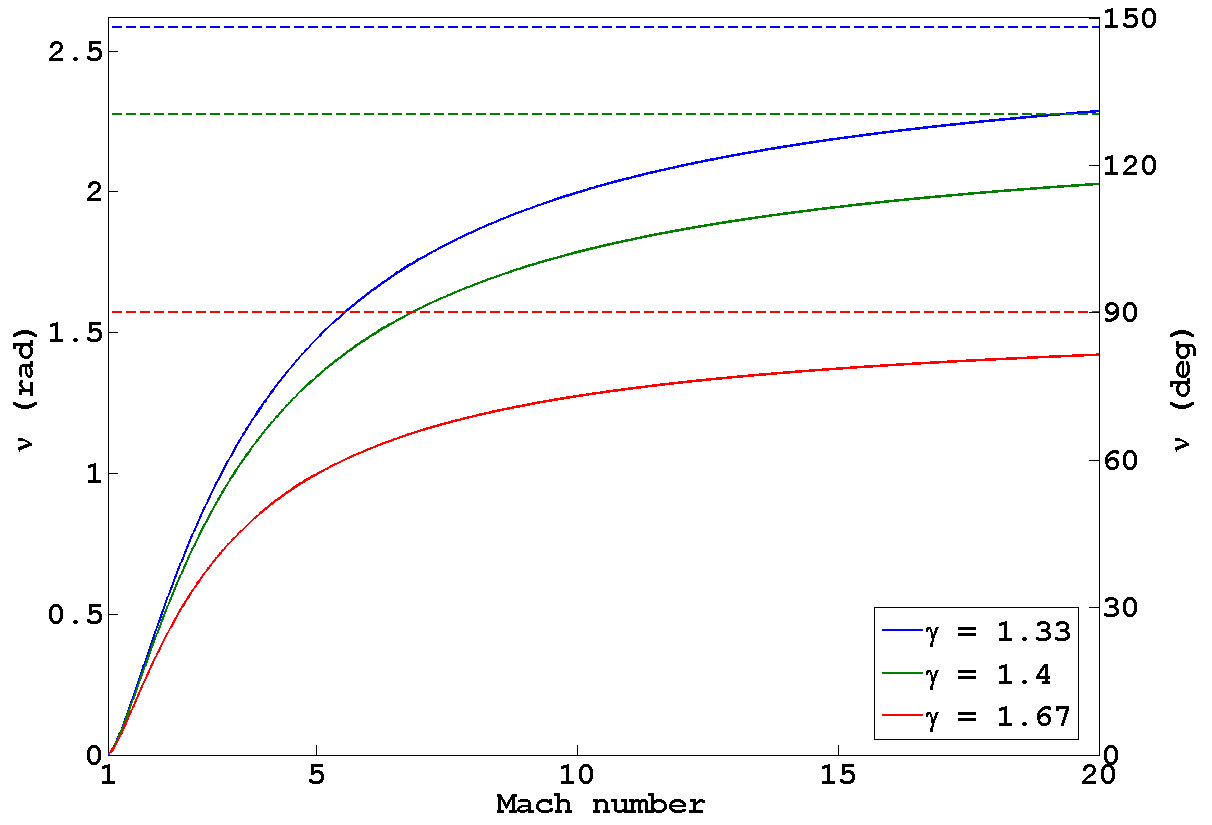

دالة برانتل – ماير ( بالإنجليزي: Prandtl–Meyer function)
هي دالة تصف تحول التدفق عند ثبوت الحجم والضغط خلال زاوية ما ( أقصى زاوية عندما M = 1), لإيجاد عدد ماخ الابتدائي والنهائي في الغاز المثالي , ويعبر عنه :
{\displaystyle {\begin{aligned}\nu (M)&=\int {\frac {\sqrt {M^{2}-1}}{1+{\frac {\gamma -1}{2}}M^{2}}}{\frac {\,dM}{M}}\\&={\sqrt {\frac {\gamma +1}{\gamma -1}}}\cdot \arctan {\sqrt {{\frac {\gamma -1}{\gamma +1}}(M^{2}-1)}}-\arctan {\sqrt {M^{2}-1}}\\\end{aligned}}}
حيث أن :
{\displaystyle \nu \,} دالة برانتل – ماير و {\displaystyle M} عدد ماخ للتدفق و {\displaystyle \gamma } نسبة السعة الحرارية
وباختيار {\displaystyle \nu (1)=0.\,} يختلف عدد ماخ من 1إلى {\displaystyle \infty }, {\displaystyle \nu \,} يأخذ القيم من 0إلى {\displaystyle \nu _{\text{max}}\,}
عندما
{\displaystyle \nu _{\text{max}}={\frac {\pi }{2}}{\bigg (}{\sqrt {\frac {\gamma +1}{\gamma -1}}}-1{\bigg )}}
| عند ثبوت الحجم,  | {\displaystyle \nu (M_{2})=\nu (M_{1})+\theta \,} |
| عند ثبوت الضغط , | {\displaystyle \nu (M_{2})=\nu (M_{1})-\theta \,} |

وسيتا : {\displaystyle \theta } القيمة المطلقة للزاوية التي يحدث عندها التدفق و {\displaystyle M} عدد ماخ .